# ゆみこ&ゆうなのえふメロらじお
ゆみこ&ゆうなのえふメロらじおは、テレビアニメ「ef - a tale of melodies.」関連のインターネットラジオ番組。音泉にて毎週金曜日に配信されている。パーソナリティは中島裕美子とねこねこ天使まじかるゆうな。

## 番組概要
- 配信期間：2008年7月4日～2009年3月27日
- 配信サイト（配信日）：音泉（金曜日）
- スポンサー：「ef2」製作委員会、コスパ
- パーソナリティ：中島裕美子（雨宮優子役）、ねこねこ天使まじかるゆうな

番組内では、中島裕美子が「メインパーソナリティ」、ねこねこ天使まじかるゆうなが「アシスタント」となっている。

## コーナー
ふつおた
普通のお便りのコーナー。パーソナリティ2人への質問や、番組の感想などを紹介する。
えふメロばとるー
ゲストとパーソナリティ2人の3人で対決を行い順位をつける。
えふメロくっきんぐ
ゲストやパーソナリティが食べたいものをつくってもらい、それを食べるコーナー。
えつことふとしと…ef
「ef」が何の略であるかを考えるコーナー。その月の最後まで勝ち抜いた投稿にはプレゼントが贈られる。
怖い話
怖い話のコーナー。
おしえてなかのひと
アニメの見所などについて、リスナーからの質問を基に、アニメ製作スタッフやキャストと共にトークを行うコーナー。
えふ　いんふぉめーしょん
「ef」関連作品の情報をminoriスタッフが紹介するコーナー。
おもしろミノリ放送局
主にminori関連の情報を紹介するコーナー。このコーナーに関しては、中島裕美子は登場せず、山田ゆなが出演する。
マジカルゆうなのにゃんにゃんメロディ　略してにゃんメロ♪
ポエムコーナー。

## ゲスト
- 第6,7,14,15,24,25回, 第27,28回(公開録音)後藤麻衣（羽山ミズキ役）
- 第8,9回(公開録音),第20,21,26,38回 遠近孝一（火村夕役）
- 第12,13回 御影（原作監督・原作脚本）
- 第16,17回 浜田賢二（久瀬修一役）
- 第18,19回 田口宏子(宮村みやこ役),岡田純子(新藤景役),やなせなつみ(新藤千尋役)
- 第22,23回 伊藤静（広野凪役）
- 第27,28回(公開録音) 大沼心（監督）
- 第30回 ELISA（主題歌歌手）
- 第36回 古澤徹（雨宮明良役）